# В начале игры
«В начале игры» — художественный фильм.

## Сюжет
Нелегко было молодому футболисту из провинциального городка Виктору Круглову стать игроком сильнейшей команды страны. Теперь ему предстоит показать своим новым товарищам, на что он способен, в первом ответственном матче.

## В ролях
- Пётр Вельяминов — Николай Петрович Селиванов, директор футбольного клуба
- Андрей Смоляков — Витя Круглов
- Римма Коростелёва — Нина
- Игорь Янковский — Дима Селиванов
- Ольга Машная — Катя Селиванова
- Юрий Саранцев — Мезенцев, тренер
- Людмила Иванова — Клавдия Михайловна Круглова
- Всеволод Платов — главный тренер
- Софья Павлова — Ирма Николаевна
- Леонид Трутнев — эпизод
- Ринат Дасаев — камео
- Юрий Гаврилов — камео
- Сергей Родионов — камео

## Съёмочная группа
- Автор сценария: Анатолий Степанов
- Режиссёр: Юрий Мастюгин
- Оператор: Константин Арутюнов
- Художник: Валерий Иванов
- Композитор: Богдан Троцюк